# Werner Arndt (Tischtennisfunktionär)
Werner Arndt (* 6. Dezember 1884 in Berlin; † 30. Mai 1939) war ein deutscher Jurist und Tischtennisfunktionär. Er war von 1929 bis 1935 der zweite Präsident des Deutschen Tischtennis-Bundes (DTTB).

## Leben
Er war der Sohn des Schriftgießereibesitzers Carl Arndt.
Werner Arndt promovierte und arbeitete dann als Justizrat, Kammergerichtsrat (1927) und Landgerichtsdirektor (ab 1928) im Preußischen Justizministerium in Berlin. 1929 leitete er den Stinnes-Prozess, in dem Hugo Hermann Stinnes angeklagt war.
Im Frühjahr 1929 wurde er Präsident des Deutschen Tischtennis-Bundes (DTTB) als Nachfolger des ersten DTTB-Präsidenten Georg Lehmann, der als Nichtarier von diesem Posten zurücktreten musste. Zudem war er von Januar bis März 1935 Erster Vorsitzender des Berliner Tischtennisverbandes. Ende 1935 gab Arndt diese Ämter wegen beruflicher Überlastung auf. Ihm folgte Heinrich Ehrenbrecht.
In Arndts Amtszeit erreichte die deutsche Nationalmannschaft allmählich europäisches Niveau.
Bis zu seinem Tod lebte Werner Arndt in Berlin-Wilmersdorf.
Er war Mitglied des Nationalsozialistischen Rechtswahrerbund.